# Myadestes occidentalis
El clarín jilguero, o solitario dorsipardo,  (Myadestes occidentalis) es una especie de ave paseriforme de la familia Turdidae. Mide entre 20.5 - 21.5 cm de longitud total. Sin dimorfismo sexual. Cabeza y partes ventrales color gris a blanquecino, lores más oscuros y anillo ocular blanco e incompleto. Plumas dorsales café olivo con puntas pardas, más oscuras en las alas. Patas color de gris a rosado y pico negruzco. La especie es nativa de Belice, El Salvador, Guatemala, México, y posiblemente Honduras y Nicaragua. Especie residente en ambas vertientes de México, en zonas de la Sierra Madre Occidental, Sierra Madre del Sur, Sierra Madre Oriental, Eje Neovolcánico, Cordillera Centroamericana y Sierra de Chiapas y Guatemala. Su hábitat incluye bosque tropical y subtropical y humedales.  Asimismo, bosque de pino-encino húmedo a semiárido, bosque mesófilo de montaña, bosque perennifolio y semicaduco. Prefiere clima templado húmedo y subhúmedo en altitudes de 500 a 600 m s. n. m. La NOM059-SEMARNAT2010 considera a la especie como sujeta a protección especial; la UICN2019-1 como de preocupación menor. Los principales riesgos que amenazan a la especie son la tala inmoderada, principalmente por apertura de tierras para agricultura, actividades ganaderas y expansión de centros urbanos. Aunado a la pérdida de hábitat se debe considerar que la especie es utilizada como ave de ornato y la extracción de ejemplares del medio silvestre puede tener un impacto considerable en sus poblaciones.

## Subespecies
Se distinguen las siguientes subespecies:
- Myadestes occidentalis occidentalis
- Myadestes occidentalis cinereus
- Myadestes occidentalis insularis
- Myadestes occidentalis oberholseri
- Myadestes occidentalis deignani
- Myadestes occidentalis orientalis